# Falsomordellistena formosana
Falsomordellistena formosana es una especie de coleóptero de la familia Mordellidae. Presenta las subespecies Falsomordellistena formosana boninensis y Falsomordellistena formosana formosana.

## Distribución geográfica
Habita en la isla de Formosa.